# Arius heudelotii
Arius heudelotii es una especie de pez de la familia Ariidae en el orden de los Siluriformes.

## Morfología
• Los machos pueden llegar alcanzar los 83 cm de longitud total y los 8,5 kg de peso.

## Distribución geográfica
Se encuentra desde Mauritania hasta el Gabón, incluyendo la cuenca inferior del río Níger y el río Gambia.